# Amphicoma schneideri
Amphicoma schneideri es una especie de coleóptero de la familia Glaphyridae.

## Distribución geográfica
Habita en Sichuan (China).